# Ivy York Möller-Christensen
Ivy York Möller-Christensen oder Møller-Christensen (* 1956 in Hirtshals) ist eine dänische Sprachwissenschaftlerin.

## Leben
Nach dem neusprachlichen-geschichtlichen Abitur 1976 am Hjørring Gymnasium war sie von 1992 bis 2005 Studienrätin und Oberstudienrätin mit den Fächern Dänisch und Philosophie an der Sønderborg Statsskole (Oberstufe). Seit 2011 ist sie außerplanmäßige Professorin für dänische Literatur an der Universität Flensburg.
Ihre Arbeitsgebiete sind literarische Methodik und Analyse, Literaturgeschichte, Forschung im Bereich der deutsch-skandinavischen Wechselbeziehungen der Literatur und Kultur, Rezeptionsästhetik und Komparatistik und Literaturdidaktik sowie literaturdidaktische Lehr- und Lern-Forschung im Bereich der Fremdsprachendidaktik.

## Schriften (Auswahl)
- Den danske eventyrtradition 1800–1870. Harmoni, splittelse og erkendelse. Odense 1988, ISBN 87-7492-643-8.
- Den gyldne trekant. H. C. Andersens gennembrud i Tyskland 1831–1850. Odense 1992, ISBN 87-7492-770-1.
- als Herausgeberin mit Ernst Möller-Christensen: Mein edler, theurer Großherzog! Briefwechsel zwischen Hans Christian Andersen und Großherzog Carl Alexander von Sachsen-Weimar-Eisenach. Göttingen 1998, ISBN 3-89244-271-1.
- als Herausgeberin: H. C. Andersen – tradition og modernitet. Århus 2005, ISBN 87-616-0826-2.